# 児玉謙次

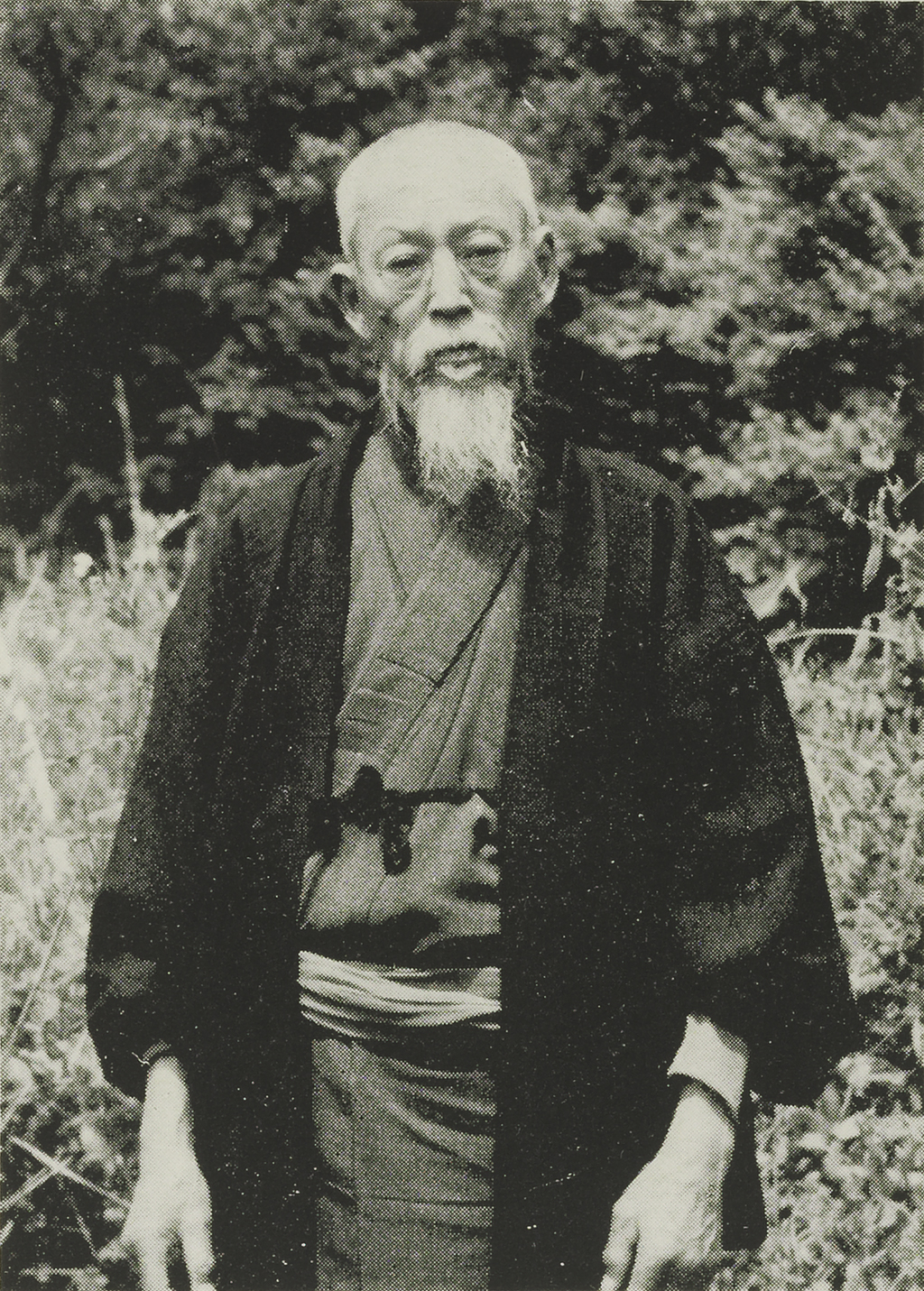
1953年

児玉 謙次（こだま けんじ、1871年12月18日（明治4年11月7日） - 1954年（昭和29年）2月13日）は、日本の実業家。

## 来歴・人物
香川県高松市生まれ。高等商業学校附属外国語学校（のちの東京外国語学校）を経て、1892年高等商業学校（一橋大学の前身）卒。
会計検査院に勤務し、1893年横浜正金銀行（のちの東京銀行）入行。1922年同頭取。大蔵省顧問、中支那振興株式会社総裁、貴族院議員（1939年8月28日任命）などを歴任。1945年終戦連絡事務局総裁。1946年5月14日、貴族院議員を辞職した。
1954年2月13日歿。行年84歳。墓所は染井霊園1-イ-4-7。

## 栄典
- 1930年（昭和5年）12月5日 - 帝都復興記念章[4]